# Michael R. Douglas

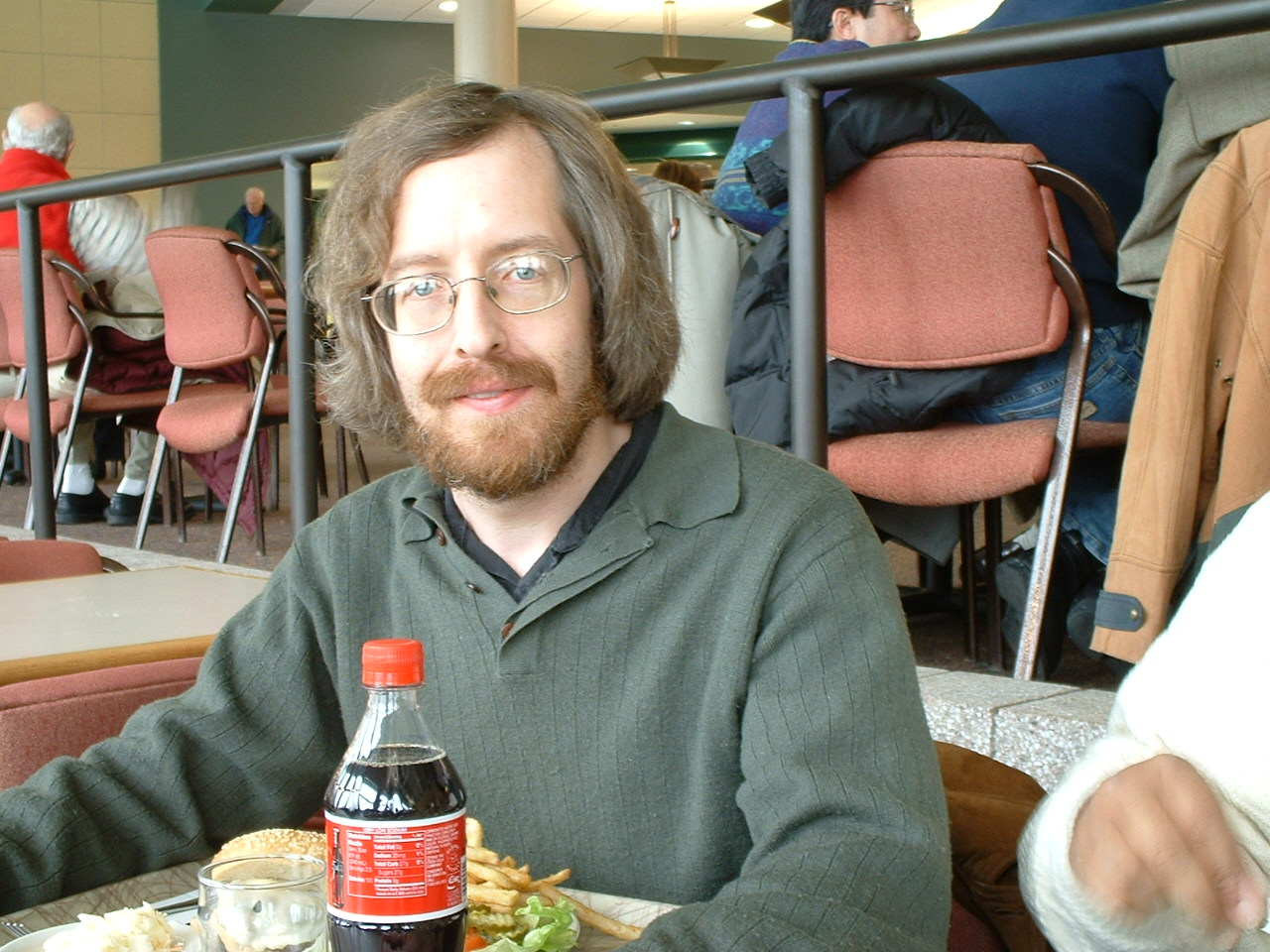
Michael R. Douglas, 2003

Michael R. Douglas (* 19. November 1961 in Baton Rouge) ist ein US-amerikanischer theoretischer Physiker, der sich mit Stringtheorie befasst.
Douglas ist der Sohn des Mathematikprofessors Ronald G. Douglas. Douglas studierte Physik an der Harvard University mit dem Bachelorabschluss 1983 und wurde 1988 bei John Schwarz am Caltech promoviert. Als Post-Doktorand war er 1988/89 Enrico Fermi Fellow an der University of Chicago und danach bei Daniel Friedan und Stephen Shenker an der Rutgers University am neu gegründeten New High Energy Theory Center (NHETC). 1990 wurde er dort Assistant Professor und 1995 Associate Professor. 1990 war er Gastwissenschaftler an der École normale supérieure und dem Artificial Intelligence Laboratory des MIT. Am MIT war er im Team von Gerald J. Sussman beim Bau eines Spezialcomputers für Rechnungen in der Himmelsmechanik (Digital Orrery). 1997/98 wechselte er für ein Jahr als Professor an das IHES in Frankreich, an dem er seit 1999 Visiting Fellow ist. 1999 kehrte er an die Rutgers University zurück, wo er 2000 Direktor des NHETC wurde. 2008 ging er ans neu gegründete Simons Center for Geometry and Physics der SUNY.
Douglas ist für seine Beteiligung an der Entwicklung der Matrix-Modelle der Superstringtheorie (M-Theorie), für Forschungen zu D-Branen und nichtkommutativer Geometrie in der Stringtheorie bekannt. Außerdem befasst er sich mit der String-Landscape, der Konstruktion von Vakua der Stringtheorie und Ableitung der statistischen Verteilung ihrer beobachtbaren Konsequenzen. Seit seiner Zeit am MIT interessiert er sich auch für Computeranwendungen in der Physik.
1991 war er Sloan Research Fellow und erhielt einen Presidential Young Investigator Award. 2000 erhielt er den Sackler-Preis in theoretischer Physik.  2002 war er Invited Speaker auf dem Internationalen Mathematikerkongress in Peking (Dirichlet branes, homological mirror symmetry and stability).
Er ist seit 1997 verheiratet und hat zwei Kinder. Seine Frau Nina schreibt und illustriert Kinderbücher.